# Carlo Gozzi
Carlo Gozzi, född 13 december 1720 i Venedig, död 4 april 1806, var en italiensk dramatiker och författare.
Gozzi var stationerad som officer i Dalmatien 1736-1739. 1747 instiftade han Accademia dei Granelleschi tillsammans med sin bror Gasparo Gozzi.
Han ansåg Carlo Goldonias realism och beroende av fransk komedi som en styggelse. Medan Goldoni sökte sig bort från Commedia dell'arte ville Gozzi på nytt blåsa liv i denna som han uppfatte äktnationellt italienska konstform. 1761 påbörjade han därför sina Fiabe, byggda på den traditionella komediens typer och inspirerade av venetianska sagor. Under sina första år hade han enorma pubikframgångar med sina arbeten, men intresset svalnade efter hand.
Även utanför hade han stora framgångar, en av hans Fiabe - Le Turandot, bearbetades av Friedrich Schiller 1801. Gozzi skrev även några av tyska romantici påverkade tragedier med inlagda scenera av komik. 1797 utkom Memorie inutili della vita di Carlo Gozzi och 1801-03 Gozzis Opera edite ed inedite.